# Olympische Winterspiele 1998/Teilnehmer (Italien)
| Gelbes Symbol für Goldmedaillen mit stilisierten Olympischen Ringen | Graues Symbol für Silbermedaillen mit stilisierten Olympischen Ringen | Braundes Symbol für Bronzemedaillen mit stilisierten Olympischen Ringen |
| ------------------------------------------------------------------- | --------------------------------------------------------------------- | ----------------------------------------------------------------------- |
| 2                                                                   | 6                                                                     | 2                                                                       |

Italien nahm an den Olympischen Winterspielen 1998 im japanischen Nagano mit einer Delegation von 114 Athleten in 13 Disziplinen teil, davon 80 Männer und 34 Frauen. Mit zwei Gold-, sechs Silber- und zwei Bronzemedaillen erreichte Italien Rang zehn im Medaillenspiegel.
Fahnenträgerin bei der Eröffnungsfeier war die Rennrodlerin Gerda Weißensteiner.

## Teilnehmer nach Sportarten

### Biathlon
Männer
- Pieralberto Carrara
10 km Sprint: 10. Platz (28:44,2 min)
20 km Einzel: Silber  (56:21,9 min)
4 × 7,5 km Staffel: 9. Platz (1:25:07,3 h)

- René Cattarinussi
10 km Sprint: 52. Platz (30:50,0 min)
20 km Einzel: 21. Platz (1:00:00,5 h)
4 × 7,5 km Staffel: 9. Platz (1:25:07,3 h)

- Patrick Favre
20 km Einzel: 54. Platz (1:04:10,5 h)
4 × 7,5 km Staffel: 9. Platz (1:25:07,3 h)

- Hubert Leitgeb
10 km Sprint: 35. Platz (30:10,0 min)

- Wilfried Pallhuber
10 km Sprint: 14. Platz (28:50,1 min)
20 km Einzel: 41. Platz (1:02:07,7 h)
4 × 7,5 km Staffel: 9. Platz (1:25:07,3 h)

Frauen
- Nathalie Santer
7,5 km Sprint: 10. Platz (23:59,6 min)
15 km Einzel: 18. Platz (58:01,0 min)

### Bob
Männer, Zweier
- Günther Huber, Antonio Tartaglia (ITA-1)
Gold  (3:37,24 min)

- Fabrizio Tosini, Enrico Costa (ITA-2)
14. Platz (3:39,61 min)

Männer, Vierer
- Günther Huber, Antonio Tartaglia, Massimiliano Rota, Marco Menchini (ITA-1)
14. Platz (2:41,43 min)

- Fabrizio Tosini, Andrea Pais de Libera, Enrico Costa, Sergio Chianella (ITA-2)
20. Platz (2:43,02 min)

### Eishockey
Männer
| - Mike Rosati - Mario Brunetta - David Delfino - Chad Biafore - Larry Rucchin - Christopher Bartolone - Bob Nardella - Michael De Angelis - Leo Insam - Robert Oberrauch - Markus Brunner - Stefano Figliuzzi | - Gaetano Orlando - Bruno Zarrillo - Dino Felicetti - Roland Ramoser - Lucio Topatigh - Maurizio Mansi - Giuseppe Busillo - Martin Pavlu - Mario Chitaroni - Patrick Brugnoli - Stefano Margoni |

- 12. Platz

### Eiskunstlauf
Männer
- Gilberto Viadana
23. Platz (35,0)

Frauen
- Tony Sabrina Bombardieri
27. Platz (nicht für die Kür qualifiziert)

Eistanz
- Diane Gerencser & Pasquale Camerlengo
17. Platz (33,2)

- Barbara Fusar-Poli & Maurizio Margaglio
6. Platz (12,0)

### Eisschnelllauf
Männer
- Davide Carta
500 m: 30. Platz (73,91 s)
1000 m: 14. Platz (1:12,27 min)
1500 m: 23. Platz (1:52,44 min)

- Ermanno Ioriatti
500 m: 9. Platz (72,66 s)
1000 m: 27. Platz (1:12,83 min)
1500 m: 24. Platz (1:52,45 min)

- Roberto Sighel
5000 m: 9. Platz (6:38,33 min)
10.000 m: 9. Platz (13:46,85 min)

Frauen
- Elena Belci
3000 m: 11. Platz (4:16,62 min)
5000 m: 9. Platz (7:15,58 min)

### Freestyle-Skiing
Männer
- Freddy Romano
Springen: 14. Platz (in der Qualifikation ausgeschieden)

Frauen
- Petra Moroder
Buckelpiste: 22. Platz (in der Qualifikation ausgeschieden)

### Nordische Kombination
- Andrea Longo
Einzel (Normalschanze / 15 km): 22. Platz (45:26,2 min)

### Rennrodeln
Männer, Einsitzer
- Norbert Huber
10. Platz (3:20,138 min)

- Reinhold Rainer
8. Platz (3:19,946 min)

- Armin Zöggeler
Silber  (3:18,939 min)

Männer, Doppelsitzer
- Kurt Brugger & Wilfried Huber
5. Platz (1:41,768 min)

- Gerhard Plankensteiner & Oswald Haselrieder
6. Platz (1:41,917 min)

Frauen
- Natalie Obkircher
12. Platz (3:26,677 min)

- Doris Preindl
26. Platz (3:31,296 min)

- Gerda Weißensteiner
9. Platz (3:26,113 min)

### Shorttrack
Männer
- Michele Antonioli
1000 m: in der Vorrunde disqualifiziert
5000-m-Staffel: 4. Platz (7:15,212 min)

- Nicola Franceschina
5000-m-Staffel: 4. Platz (7:15,212 min)

- Maurizio Carnino
500 m: 15. Platz (im Viertelfinale ausgeschieden)
5000-m-Staffel: 4. Platz (7:15,212 min)

- Fabio Carta
500 m: 11. Platz (im Viertelfinale ausgeschieden)
1000 m: 6. Platz (1:33,015 min)
5000-m-Staffel: 4. Platz (7:15,212 min)

- Diego Cattani
5000-m-Staffel: 4. Platz (7:15,212 min)

Frauen
- Barbara Baldissera
500 m: 17. Platz (im Vorlauf ausgeschieden)

- Marinella Canclini
500 m: 30. Platz (im Vorlauf ausgeschieden)
1000 m: 16. Platz (im Viertelfinale ausgeschieden)

- Katia Colturi
1000 m: 22. Platz (im Vorlauf ausgeschieden)

- Mara Urbani
500 m: 5. Platz (46,687 s)
1000 m: 21. Platz (im Vorlauf ausgeschieden)

### Ski Alpin
Männer
- Sergio Bergamelli
Riesenslalom: 16. Platz (2:42,78 min)

- Luca Cattaneo
Abfahrt: Rennen nicht beendet
Kombination: Abfahrtsrennen nicht beendet

- Alessandro Fattori
Super-G: 4. Platz (1:35,61 min)
Kombination: 6. Platz (3:17,00 min)

- Kristian Ghedina
Abfahrt: 6. Platz (1:50,76 min)
Super-G: 16. Platz (1:36,70 min)
Kombination: Abfahrtsrennen nicht beendet

- Patrick Holzer
Riesenslalom: Rennen nicht beendet

- Matteo Nana
Riesenslalom: 15. Platz (2:42,37 min)
Slalom: 11. Platz (1:51,96 min)

- Werner Perathoner
Abfahrt: 16. Platz (1:52,36 min)
Super-G: 15. Platz (1:36,64 min)

- Peter Runggaldier
Abfahrt: Rennen nicht beendet
Super-G: 19. Platz (1:37,00 min)

- Erik Seletto
Kombination: 10. Platz (3:23,23 min)

- Fabrizio Tescari
Slalom: Rennen nicht beendet

- Alberto Tomba
Riesenslalom: Rennen nicht beendet
Slalom: Rennen nicht beendet

- Angelo Weiss
Slalom: 16. Platz (1:52,80 min)

Frauen
- Elisabetta Biavaschi
Slalom: Rennen nicht beendet

- Deborah Compagnoni
Riesenslalom: Gold  (2:50,59 min)
Slalom: Silber  (1:32,46 min)

- Morena Gallizio
Abfahrt: 26. Platz (1:32,22 min)
Slalom: 8. Platz (1:34,87 min)
Kombination: 5. Platz (2:42,52 min)

- Isolde Kostner
Abfahrt: Rennen nicht beendet
Super-G: 11. Platz (1:18,62 min)

- Lara Magoni
Slalom: 15. Platz (1:36,63 min)

- Alessandra Merlin
Abfahrt: 21. Platz (1:31,44 min)

- Barbara Merlin
Super-G: 23. Platz (1:19,64 min)

- Sabina Panzanini
Riesenslalom: 8. Platz (2:54,09 min)

- Bibiana Perez
Abfahrt: 20. Platz (1:31,43 min)
Super-G: 22. Platz (1:19,47 min)
Kombination: Slalomrennen nicht beendet

- Karen Putzer
Super-G: 28. Platz (1:20,16 min)
Riesenslalom: 23. Platz (2:59,04 min)

### Skilanglauf
Männer
- Marco Albarello
10 km klassisch: 26. Platz (29:10,1 min)
30 km klassisch: 7. Platz (1:38:07,1 h)
4 × 10 km Staffel: Silber  (1:40:55,9 h)

- Giorgio Di Centa
30 km klassisch: 8. Platz (1:38:14,9 h)

- Silvio Fauner
10 km klassisch: 10. Platz (28:15,5 min)
15 km Verfolgung: 4. Platz (40:24,9 min)
30 km klassisch: Bronze  (1:36:08,5 h)
50 km Freistil: 10. Platz (2:08:44,3 h)
4 × 10 km Staffel: Silber  (1:40:55,9 h)

- Fabio Maj
10 km klassisch: 28. Platz (29:13,8 min)
15 km Verfolgung: 13. Platz (41:31,4 min)
4 × 10 km Staffel: Silber  (1:40:55,9 h)

- Pietro Piller Cottrer
50 km Freistil: 16. Platz (2:12:37,9 h)

- Maurizio Pozzi
50 km Freistil: 9. Platz (2:08:13,2 h)

- Fulvio Valbusa
10 km klassisch: 11. Platz (28:17,0 min)
15 km Verfolgung: 5. Platz (40:25,1 min)
30 km klassisch: 5. Platz (1:37:31,1 h)
50 km Freistil: 5. Platz (2:06:44,3 h)
4 × 10 km Staffel: Silber  (1:40:55,9 h)

Frauen
- Stefania Belmondo
5 km klassisch: 12. Platz (18:19,8 min)
10 km Verfolgung: 5. Platz (28:42,6 min)
15 km klassisch: 8. Platz (48:57,7 min)
30 km Freistil: Silber  (1:22:11,7 h)
4 × 5 km Staffel: Bronze  (56:53,3 min)

- Antonella Confortola
15 km klassisch: 27. Platz (51:07,6 min)
30 km Freistil: 20. Platz (1:29:31,6 h)

- Manuela Di Centa
5 km klassisch: 21. Platz (18:48,9 min)
10 km Verfolgung: 23. Platz (30:47,1 min)
4 × 5 km Staffel: Bronze  (56:53,3 min)

- Karin Moroder
15 km klassisch: 30. Platz (51:36,1 min)
30 km Freistil: Rennen nicht beendet
4 × 5 km Staffel: Bronze  (56:53,3 min)

- Gabriella Paruzzi
5 km klassisch: 9. Platz (18:14,7 min)
10 km Verfolgung: 12. Platz (29:36,8 min)
15 km klassisch: 14. Platz (49:20,7 min)
30 km Freistil: 10. Platz (1:26:06,0 h)
4 × 5 km Staffel: Bronze  (56:53,3 min)

- Sabina Valbusa
5 km klassisch: 29. Platz (19:00,6 min)
10 km Verfolgung: 17. Platz (30:34,0 min)

### Skispringen
- Roberto Cecon
Normalschanze: 32. Platz (nicht für den 2. Sprung qualifiziert)
Großschanze: 22. Platz (217,6)

### Snowboard
Männer
- Karl Frenademez
Riesenslalom: 7. Platz (2:05,34 min)

- Elmar Messner
Riesenslalom: 13. Platz (2:09,41 min)

- Thomas Prugger
Riesenslalom: Silber  (2:03,98 min)

- Willi Trakofler
Riesenslalom: 11. Platz (2:07,30 min)

Frauen
- Dagmar Mair unter der Eggen
Riesenslalom: 7. Platz (2:22,42 min)

- Margherita Parini
Riesenslalom: 13. Platz (2:27,57 min)

- Alessandra Pescosta
Halfpipe: 20. Platz (nicht für das Finale qualifiziert)

- Marion Posch
Riesenslalom: 6. Platz (2:21,34 min)

- Lidia Trettel
Riesenslalom: 4. Platz (2:19,71 min)